# Полупановка
Полупановка (укр. Полупанівка) — село в Скалатской городской общине Тернопольского района Тернопольской области Украины.
До 2020 года входило в Подволочисский район.
Население по переписи 2001 года составляло 1008 человек. Почтовый индекс — 47845. Телефонный код — 3543.

## Известные люди
В селе родилась Шварцвальд, Евгения (1872—1940) — австрийская учительница, борец за права женщин.